# Bathyphantes eumenis
Bathyphantes eumenis là một loài nhện trong họ Linyphiidae.
Loài này thuộc chi Bathyphantes. Bathyphantes eumenis được Ludwig Carl Christian Koch miêu tả năm 1879.